# Decoy-Rezeptor

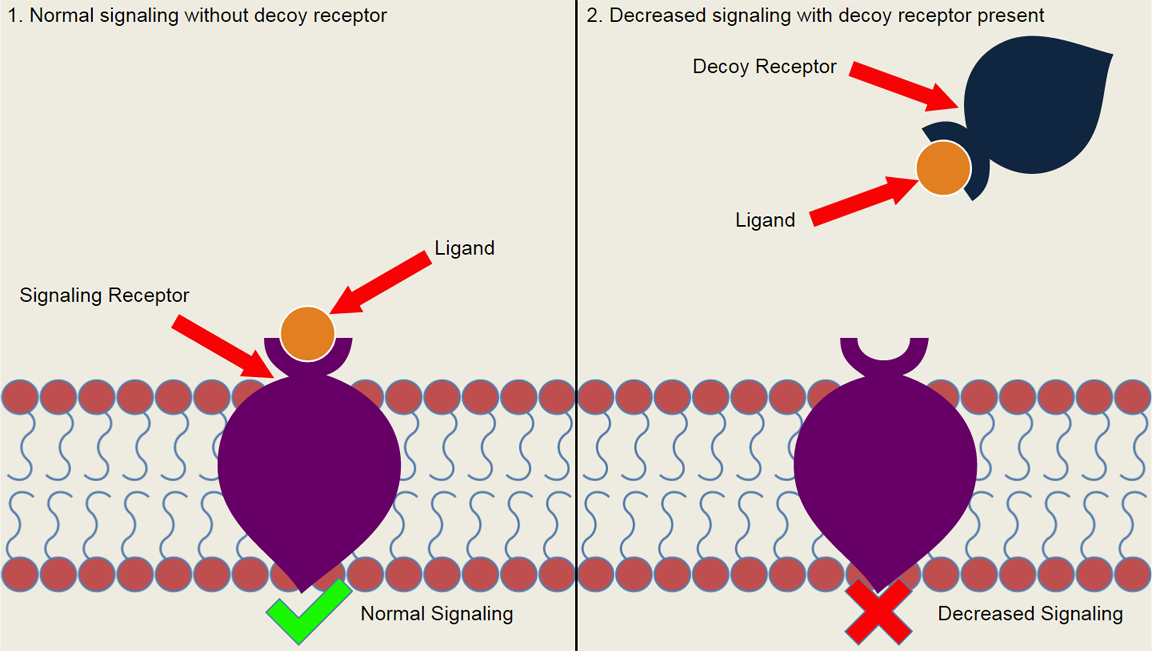
Verminderte Signaltransduktion durch Decoy-Rezeptoren

Ein Decoy-Rezeptor (zu deutsch etwa ‚Rezeptorattrappe, Köder-Rezeptor‘) ist ein Rezeptor, der seinen Liganden zwar bindet, aber keine Signale weiterleitet.

## Eigenschaften
Durch die Bindung von Liganden an Decoy-Rezeptoren stehen den funktionalen Rezeptoren weniger Liganden zur Verfügung, wodurch die funktionalen Rezeptoren weniger aktiviert werden. Dadurch wirken Decoy-Rezeptoren als kompetitiver Inhibitor ihres jeweiligen funktionalen Gegenstücks.

## Beispiele

### Interleukin-1-Rezeptor Typ II
Der Interleukin-1-Rezeptor Typ II wurde 1994 als erster Decoy-Rezeptor beschrieben. An ihn binden Interleukin-1 A und B, wodurch sie nicht mehr an Interleukin-1-Rezeptor Typ 1 binden können und somit der Interleukin-1-Signalweg im Immunsystem gehemmt wird.

### Interleukin-18-bindendes Protein
Interleukin-18-bindendes Protein (IL-18BP) hemmt die Wirkung von Interleukin-18.

### Osteoprotegerin
Osteoprotegerin bindet receptor activator of nuclear factor kappa B ligand (RANKL) und hemmt den NF-κB-Signalweg und somit die Immunreaktion.

### Decoy receptor 3
Der Decoy-Rezeptor 3 (DcR3, synonym TNFRSF6) kommt gehäuft in Tumoren vor und hemmt die Wirkung der Tumornekrosefaktoren FasL, LIGHT und TL1A, wodurch die Einleitung einer Apoptose über den TNFR gehemmt wird.

### VEGFR-1
VEGFR-1 ist eine nichtfunktionale Rezeptortyrosinkinase und hemmt die Wirkung von VEGF, wodurch die Angiogenese über den VEGFR-2 reguliert wird.

## Anwendungen
Eine Verwendung von Decoy-Rezeptoren zur Minderung der Wirkung von Wachstumsfaktoren bei der Behandlung von Krebs wird untersucht. Weiterhin werden Decoy-Rezeptoren zur Behandlung der Muskeldystrophie Duchenne untersucht.